# Wellingborough (circonscription britannique)
La circonscription de Wellingborough est une circonscription située dans le Northamptonshire et représentée à la Chambre des communes du Parlement britannique.